# アジュダ宮殿

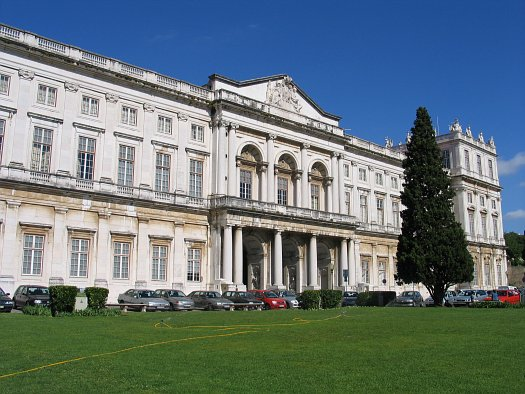
アジュダ宮殿

アジュダ宮殿 （Palácio Nacional da Ajuda）は、ポルトガル・リスボンにあるネオクラシカル様式 の宮殿。19世紀にブラガンサ王家の王宮として建てられた。
宮殿はかつてはリスボンの郊外だった丘陵地のアジュダ地区にある。1755年のリスボン地震でリベイラ宮殿が崩壊したあと、王室の仮住まいとしてジョゼ1世により木造の「王室兵舎」（Real Barraca, テント宮殿）がアジュダに建てられた。ジョゼ1世は石の壁や天井が崩れ落ちて下敷きになることに対する恐怖症に陥り、二度と石造りの宮殿を再建せず、一生をアジュダの木造テントで過ごした。この木造建築はマリア1世治下の1794年に火事で全焼し、建築家マヌエル・カエターノ・デ・スーザによるバロック・ロココ様式建築の新しい宮殿に生まれ変わった。この時から、典型的なバロック風の窓が宮殿の塔の低層部分についている。
1802年、ポルトガル人建築家ジョゼ・ダ・コスタ・エ・シルヴァとイタリア人建築家フランシスコ・クサヴィエル・ファブリの、モダンなネオクラシカル様式の壮麗な建物の計画が信任された。1807年、ブラガンサ王家はスペイン独立戦争の余波によるフランス軍侵攻を避けるためブラジルへ亡命し、建設計画は非常に遅く進み、のちファブリからアントニオ・フランシスコ・ロサへ引き継がれた。財政難のため、建設計画は一定の尺度に従い縮小された。

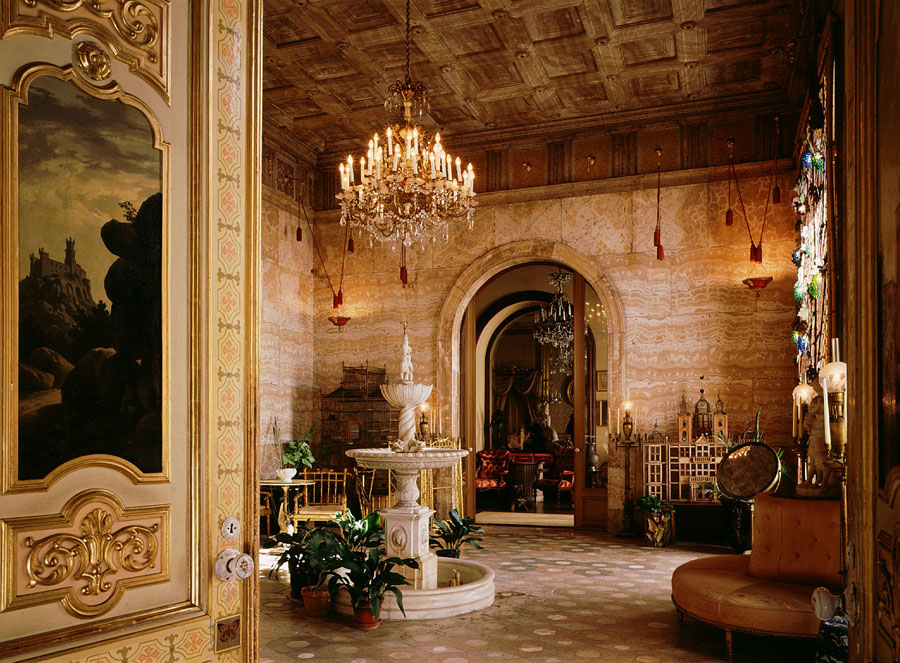
冬の庭園

宮殿は1861年以後、ルイス1世と王妃マリア・ピアら王家の恒久的な王宮となった。お抱え建築家ポッシドニーオ・ダ・シルヴァがファサードを側部ファサードに変えるなど多くの美術的変化を加えた。ルイス1世に先立たれた王妃マリア・ピアは、1910年に軍事クーデターで王政が廃止されるまでアジュダ宮に住み続けた。現在、アジュダ王宮は博物館となっている。
アジュダ宮殿は、リスボンで初期に造られたネオクラシカル様式建築の一つである。宮殿は中庭で四角に仕切られている。宮殿の西翼は未完のままで、東翼は2つの塔をもつメイン・ファサードがある。ファサード中央部はポルトガルの紋章を掲げたティンパヌム（破風の三角壁）で、ジョアキン・マシャード・デ・カストロ作の力天使像と19世紀初頭に作られた12使徒像のあるエントランス・ホールがある。内部は19世紀のポルトガル人芸術家の手による重要な作品で飾られている。